# مهرجان الطعام اليوناني (تالاهاسي)
مَهرجان الطَعام اليُوناني «تالاهاسي»، هو مهرجان يُقام في مدينة تالاهاسي بولايةِ فلُوريدا في الولاياتِ المُتحدة الأمريكية ويُقام في مُنتصفِ شهر أكتوبر بضيافةِ كَنيسة الأم المُقَدِسة لله التي تتبع الكنيسة اليُونانية الارثوذكسية.

### الهدف
كما في العديدِ مِن المَهرجانات اليُونانية التي تُقام بالولاياتِ المُتحدة الأمريكية، هذا المَهرجان يُعتبر جزء مِن تَنوع الثَقافات في مدينة تالاهاسي. الهَدف مِن المهرجان إعطاء المُجتمع فُرصة لتذوقِ الطعام اليُوناني والثقافة اليونانية والرقص اليوناني والموسيقى اليونانية والترفيه. سَوف تَجِد في المهرجاناتِ اليُونانية عِند زيارتها ذواقة الطِعام اليوناني والموسيقى اليُونانية الشَعبية غالبًا يُؤديها فِرَق مُوسيقية يونانية، مَعَارِض ثقافية تَضم أدوات مِن اليُونان ورقصات في الزي التقليدي اليوناني القديم، بالإضافة لرقصِ العامة على الأنغام اليونانية. وهو حدث مَبْني على المُجتمع مِن أجل الأبرشية.

### الطعام
الطعام اليوناني التقليدي مثل: سباناكوبيتا وتاكازاكي وباكلافا ودولماديس وتسوريكي وكوثروبيتا وسكورداليا وميليتزانوسالاتا وميلوماكورانا وشوربة كاكافيا وكاباماس وكورابيديس.